# Kelchkommunion

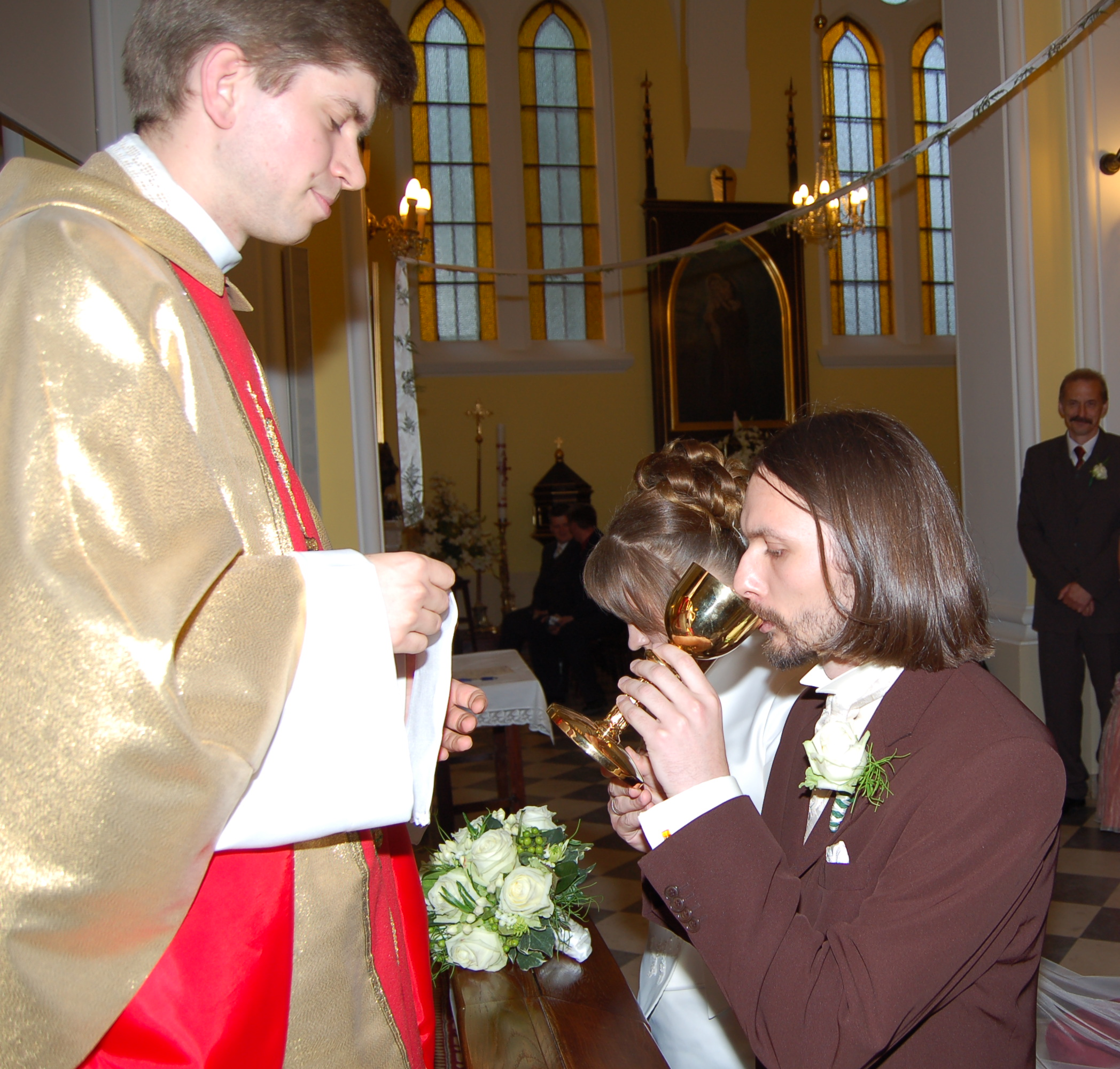
Katholische Trauungsmesse mit Spendung der Kelchkommunion

Die Darreichung des konsekrierten Weines innerhalb oder (selten) außerhalb der Feier der Eucharistie wird Kelchkommunion genannt. Die Bezeichnung Kelchkommunion, namentlich hinsichtlich des Empfangs durch Laien, ist in der modernen katholischen Liturgiewissenschaft üblich, in der Kirchengeschichte und in der Systematischen Theologie spricht man auch vom Laienkelch.

## Westkirche

### Römisch-katholische Liturgie
In der römisch-katholischen Kirche gilt der Grundsatz: „Da die Eucharistiefeier das österliche Mahl ist, ist es angebracht, dass die in rechter Weise disponierten Gläubigen nach der Weisung des Herrn seinen Leib und sein Blut als geistliche Speise empfangen.“ Dazu heißt es erläuternd: „Die hinsichtlich der Zeichenhaftigkeit vollere Form hat die heilige Kommunion, wenn sie unter beiden Gestalten geschieht. In dieser Form tritt nämlich das Zeichen des eucharistischen Mahles deutlicher hervor und der Wille Gottes, wonach der neue und ewige Bund im Blut des Herrn geschlossen wird, wird klarer ausgedrückt, ebenso der Zusammenhang zwischen dem eucharistischen Mahl und dem eschatologischen Mahl im Reich des Vaters.“ Gleichzeitig wird daran erinnert, dass „der katholische  Glaube  lehrt,  dass  auch  unter  nur  einer  der  beiden  Gestalten der ganze und unversehrte Christus und das wahre Sakrament empfangen werden und dass deshalb, was die Frucht der Kommunion  betrifft,  jenen,  die  nur  eine  einzige  Gestalt  empfangen, keine heilsnotwendige Gnade vorenthalten wird.“
Infolgedessen ist die Kelchkommunion der Laien nach heutiger kirchlicher Ordnung „sehr wünschenswert“ und insofern besonders bei den vorgesehenen Anlässen empfohlen. Sie ist vor allem erlaubt
- bei den in den liturgischen Büchern beschriebenen Fällen (etwa am Gründonnerstag und in der Osternacht),
- bei den in der Grundordnung des Römischen Messbuchs genannten weiteren Anlässen[5] sowie
- zusätzlich nach Maßgabe ergänzender Bestimmungen des lokalen Episkopats.

Die Kelchkommunion empfangen Brautpaare in ihrer Trauungsmesse, Ordensleute bei ihrer Profess, geweihte Jungfrauen bei ihrer Jungfrauenweihe und erwachsene Neugetaufte in der Messe, die auf ihre Taufe folgt. Zudem ist die Spendung der Kelchkommunion wünschenswert für alle Mitglieder von Gemeinschaften in deren Konventsmesse, die Alumnen in den Priesterseminaren, für alle, die an Exerzitien oder an einer geistlichen oder pastoralen Zusammenkunft teilnehmen, und bei sonstigen Gruppenmessen.
Die Deutsche Bischofskonferenz erließ bereits 1971 Ausführungsbestimmungen, die die Kelchkommunion immer zulassen, wo sie angemessen durchführbar erscheint. Generell kann der zelebrierende Priester die Kommunion unter beiderlei Gestalt stets dann spenden, wenn dies „angebracht erscheint“. Voraussetzung hierfür ist, dass jede Gefahr der Verunehrung ausgeschlossen ist und die Austeilung sich nicht wegen der Menge der Teilnehmenden oder aus anderen Gründen schwieriger gestaltet. Im Bedarfsfall kann der Zelebrant den Dienst des Kommunionhelfers Gläubigen auch nur für die jeweilige Messfeier übertragen, in der die Kelchkommunion gereicht werden soll.
Die Sterbekommunion sollen der Sterbende und andere Anwesende möglichst unter beiden Gestalten empfangen; falls der Sterbende die Kommunion nicht unter der Gestalt des Brotes empfangen kann, ist für ihn auch der Empfang allein als Kelchkommunion möglich.
Für die Messe vom letzten Abendmahl am Gründonnerstag ist die Kelchkommunion in den liturgischen Bestimmungen ausdrücklich vorgesehen; für die Feier der Osternacht ist sie sehr empfohlen.
Für die Austeilung der Kelchkommunion gelten eigene liturgische Vorschriften.

### Altkatholische Liturgie
In der altkatholischen Kirche ist die Kelchkommunion innerhalb der Eucharistiefeier die Regel. Wird mehr Wein benötigt, als ein Kelch zu fassen vermag, so wird eine Karaffe mit Wein an den Rand des Korporale gestellt und mit dem Kelch konsekriert. Nachkonsekration in der gleichen Messfeier aufgrund erhöhten, aber vorher nicht richtig eingeschätzten Bedarfs, wie es in evangelischen und einigen anglikanischen Kirchen üblich ist, gehört nicht zur liturgischen Praxis. Bei der Spendung der Krankenkommunion, der Wegzehrung und in Kommunionfeiern kann die Austeilung der Kommunion sub utraque specie unterbleiben. Die Alt-Katholische Kirche in Deutschland hat darüber hinaus seit 1959 auch die Spendung in Form der Intinktion für alle Pfarrgemeinden allgemein zugelassen, seit der Corona-Pandemie ist es allgemein üblich. Für die Altkatholische Kirche Österreichs gilt die Intinktion als Standard für die Darreichung der Kommunion.

## Ostkirche

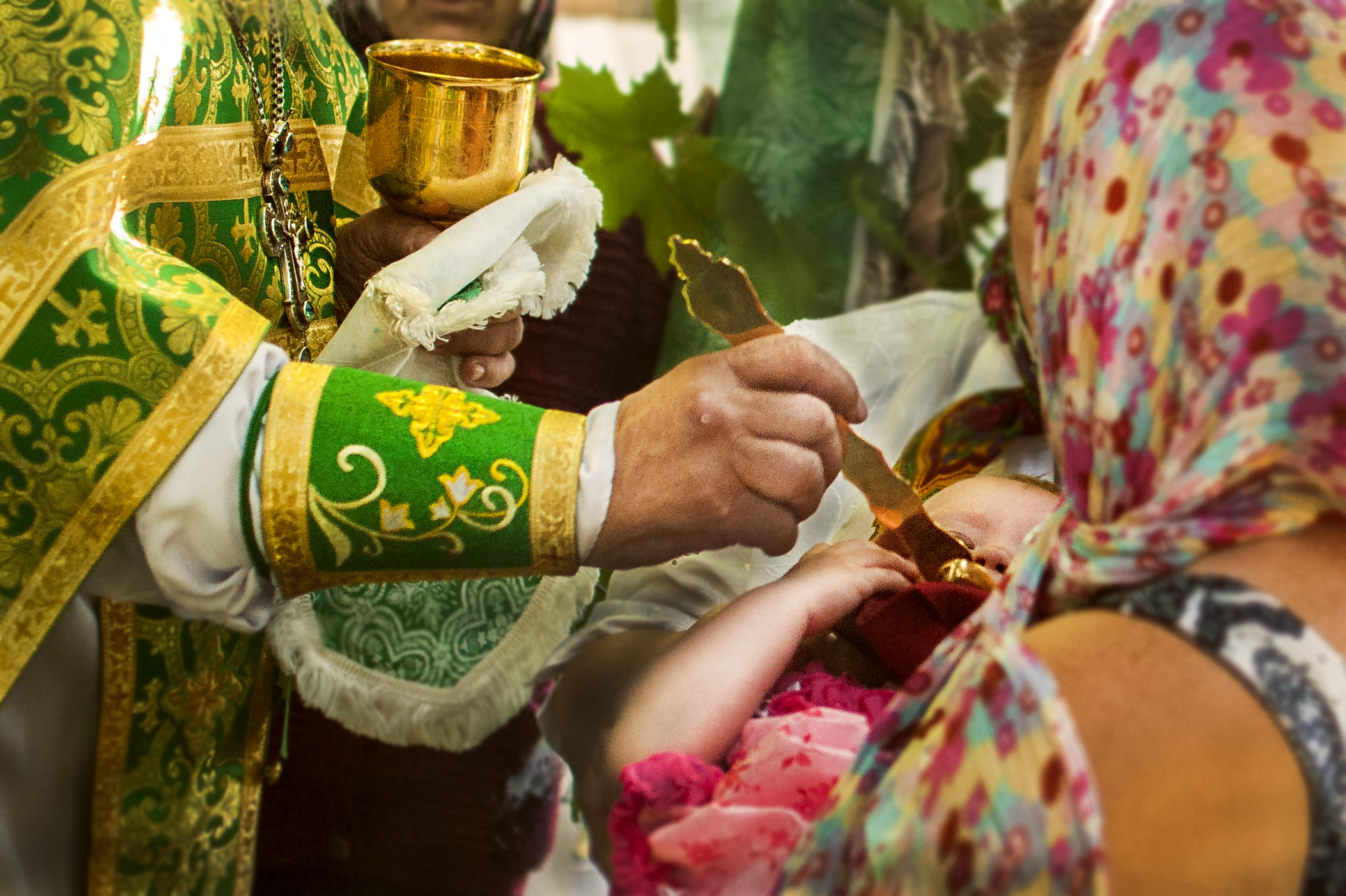
Byzantinische Kommunion unter beiden Gestalten

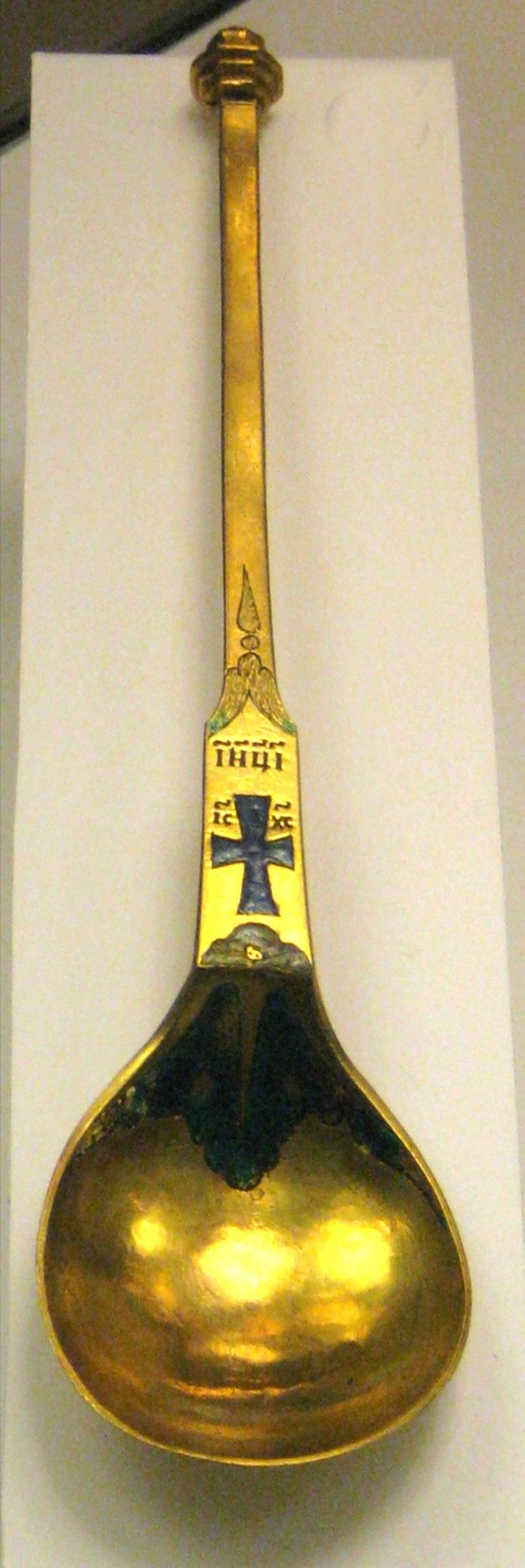
Byzantinischer Kommunionlöffel

Die Ostkirchen haben die Kommunion unter beiden Gestalten beständig beibehalten, so dass sich dort nie eine Kontroverse um das Thema Kelchkommunion entwickeln konnte. Je nach kirchlicher oder regionaler Tradition reicht man in der Göttlichen Liturgie den Gläubigen den Kelch direkt oder spendet ihnen den heiligen Wein mit Hilfe eines liturgischen Löffels (Kommunionlöffel), der bei den Byzantinern seit dem 9. Jahrhundert allmählich in Übung kam. Noch in spätbyzantinischer Zeit empfing der Kaiser bei seiner Krönung das geheiligte Brot in die Hand (Handkommunion) und trank den konsekrierten Wein ohne Verwendung eines Löffels direkt aus dem Kelch. In der Regel wird im Byzantinischen Ritus das bei der Brotbrechung zerteilte Brot vor der Gläubigenkommunion in den Kelch gegeben und aus diesem beide eucharistischen Gestalten mit einem liturgischen Löffel gemeinsam an das Volk ausgeteilt. Andere östliche Riten sind bei der getrennten Ausspendung geblieben und lassen die Gläubigen den geheiligten Wein unmittelbar aus dem Kelch trinken. Säuglinge erhalten das heilige Blut sogleich nach ihrer Taufe mit Hilfe des in den Kelch getauchten Daumens des taufenden Priesters, kleine Kinder kommunizieren in der Weise der Erwachsenen.

## Formen der Kommunionspendung
Bei der Kelchkommunion trinkt in der katholischen Kirche heute, gemäß alter römischer Tradition, der Kommunikant üblicherweise aus dem Kelch, der ihm vom Kommunionspender gereicht wird. Bei der Kelchkommunion von Diakonen und Laien ist neben dem direkten Trinken aus dem angereichten Kelch die Intinctio statthaft, bei der ein Priester die Hostie in den Kelch eintaucht und der Empfänger so die Kommunion unter beiderlei Gestalt in der Form der Mundkommunion empfängt. Obwohl von der Gottesdienstkongregation ausdrücklich nicht erlaubt, ist es mancherorts üblich, dass die Empfänger selbst die in die Hand empfangene Hostie leicht in den Kelch eintauchen, um so unter beiden Gestalten zu kommunizieren. Diese Form wird manchmal aus hygienischen Gründen oder bei einer großen Zahl von Kommunionempfängern bevorzugt. Sie hat in der Alt-Jerusalemer Liturgie ein liturgiegeschichtliches Vorbild.
Seit der Spätantike tranken in der Westkirche die Gläubigen häufiger nicht unmittelbar aus dem Kelch, sondern benutzten ein Saugröhrchen, Pugillaris, Calamus oder Fistula genannt. Die Fistula war bis ins 20. Jahrhundert in der Papstmesse für die Kommunion des Papstes und des assistierenden Kardinaldiakons in Gebrauch. Ihre Verwendung ist auch heute nicht grundsätzlich ausgeschlossen, für die Kelchkommunion von Laien jedoch unüblich und im Missale Romanum (2002) nicht mehr vorgesehen.
In den orthodoxen Kirchen des byzantinischen Ritus erfolgt heute die Austeilung der Kommunion an die Laien mit einem Kommunionlöffel (griechisch: λάβις; lábis, kirchenslawisch: Лжица Lschiza). Mit ihm werden beide eucharistischen Gestalten vereint aus dem Kelch entnommen und
dem Kommunikanten in den Mund gelegt.